# Falloplastik

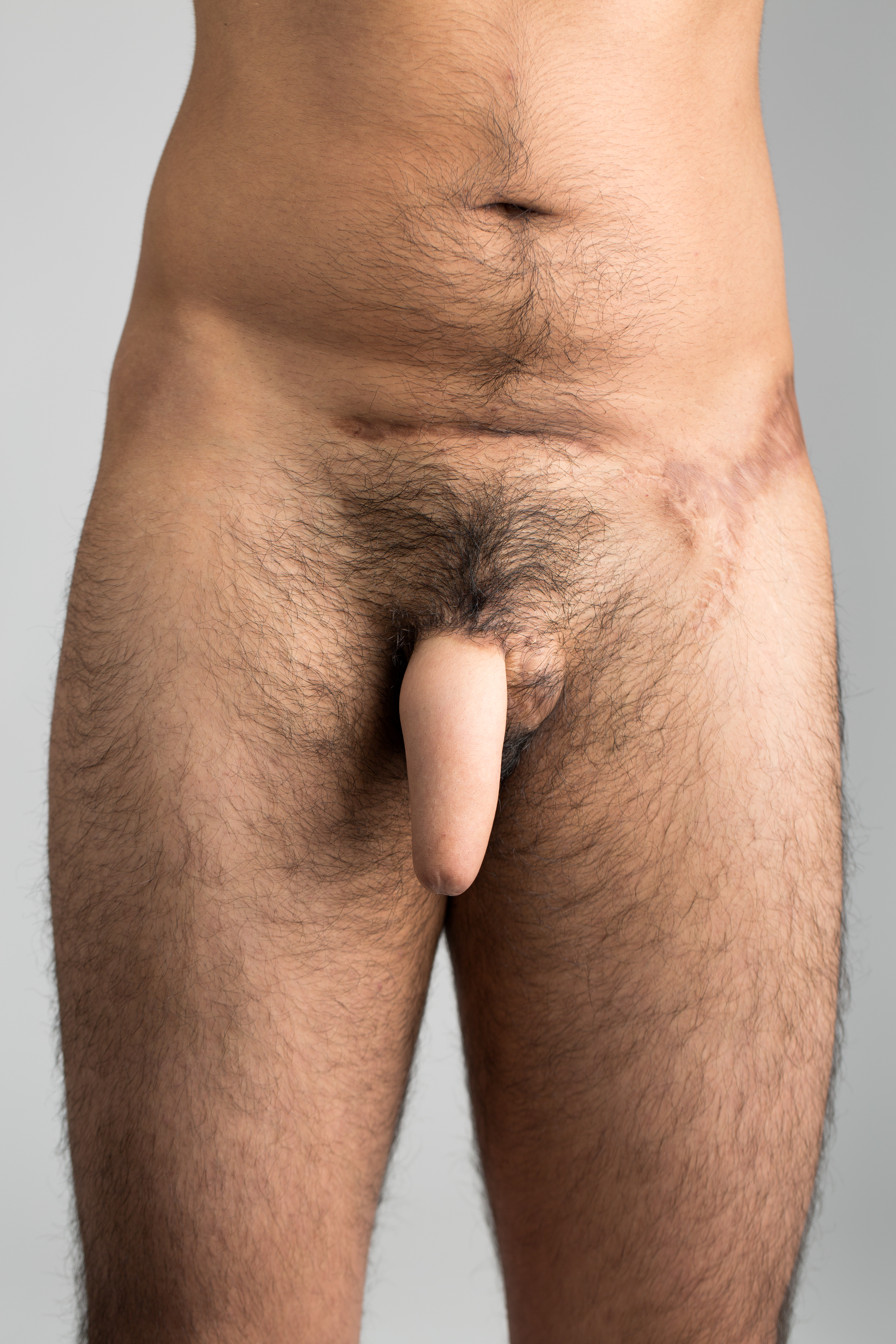
Falloplastik.

Falloplastik är ett kirurgiskt ingrepp som används för att konstruera eller skapa en penis. Det utförs ofta som en del av könsbekräftande vård för transmaskulina personer, men kan också användas för rekonstruktion efter skador, medfödda missbildningar eller cancer.  

## Procedur
Falloplastik innebär vanligtvis att vävnad tas från en annan del av kroppen, som underarmen, låret eller ryggen, för att skapa en ny penis. Operationen kan innefatta flera steg, inklusive skapande av urinrör, inläggning av implantat för erektion och förbättring av känsel.  

## Användningsområden
- Könsbekräftande vård för transmaskulina personer.
- Konstruktion efter trauma eller operation.
- Behandling av medfödda tillstånd som hypospadi eller epispadi.

## Risker och komplikationer
Som vid alla större kirurgiska ingrepp finns risker, såsom infektion, vävnadsavstötning eller komplikationer vid urinvägsrekonstruktion.